# First Division 2023-2024 (Gambia)
La First Division 2023-2024 è stata la 56ª edizione della massima divisione del campionato gambiano di calcio. Il campionato è iniziato il 10 novembre 2023 ed è terminato il 5 luglio 2024.
IlReal de Banjul era la squadra campione in carica, avendo vinto il suo ottavo titolo nazionale nella stagione precedente, e si è riconfermato anche per la stagione 2023-2024.

## Stagione

### Formula
Le 16 squadre partecipanti giocano un girone all'italiana con partite di andata e ritorno, per un totale di 30 giornate. Al termine della stagione, la prima classificata è campione del Gambia e si qualifica per la CAF Champions League 2024-2025, mentre la seconda classificata si qualifica per la Coppa della Confederazione CAF 2024-2025. Le ultime quattro classificate vengono invece retrocesse in seconda divisione.

## Classifica
|                   | Pos. | Squadra          | Pt | G  | V  | N  | P  | GF | GS | DR  |
| ----------------- | ---- | ---------------- | -- | -- | -- | -- | -- | -- | -- | --- |
| Gambia (bandiera) | 1.   | Real de Banjul   | 68 | 30 | 21 | 5  | 4  | 55 | 20 | +35 |
|                   | 2.   | Falcons FC       | 52 | 30 | 15 | 7  | 8  | 35 | 24 | +11 |
|                   | 3.   | Steve Biko       | 51 | 30 | 14 | 9  | 7  | 30 | 20 | +10 |
|                   | 4.   | Fortune          | 46 | 30 | 11 | 13 | 6  | 36 | 28 | +8  |
|                   | 5.   | Team Rhino       | 42 | 30 | 11 | 9  | 10 | 26 | 28 | -2  |
|                   | 6.   | GAF              | 39 | 30 | 9  | 12 | 9  | 34 | 33 | +1  |
|                   | 7.   | Greater Tomorrow | 39 | 30 | 10 | 9  | 11 | 27 | 28 | -1  |
|                   | 8.   | TMT FA           | 38 | 30 | 8  | 14 | 8  | 25 | 28 | -3  |
|                   | 9.   | Brikama Utd      | 38 | 30 | 10 | 8  | 12 | 27 | 31 | -4  |
|                   | 10.  | BST Galaxy       | 37 | 30 | 9  | 10 | 11 | 26 | 30 | -4  |
|                   | 11.  | Marimoo          | 36 | 30 | 8  | 12 | 10 | 22 | 25 | -3  |
|                   | 12.  | Banjul United    | 35 | 30 | 8  | 11 | 11 | 25 | 28 | -3  |
|                   | 13.  | Bombada          | 35 | 30 | 9  | 8  | 13 | 33 | 37 | -4  |
|                   | 14.  | Wallidan         | 35 | 30 | 9  | 8  | 13 | 22 | 27 | -5  |
|                   | 15.  | Waa Banjul       | 31 | 30 | 7  | 10 | 13 | 18 | 32 | -14 |
|                   | 16.  | Samger           | 22 | 30 | 5  | 7  | 18 | 20 | 42 | -22 |

Legenda
      Campione del Gambia e ammessa alla CAF Champions League 2024-2025.
      Ammessa alla Coppa della Confederazione CAF 2024-2025.
      Retrocessa in Seconda divisione 2024-2025.
Note:
Tre punti a vittoria, uno a pareggio, zero a sconfitta.